# ريال مدريد للرغبي
فريق ريال مدريد للرغبي (بالإسبانية: Sección de Rugby del Real Madrid Club de Fútbol) كان القسم المختص برياضة الرغبي في نادي ريال مدريد في إسبانيا. تأسس الفريق عام 1924، وتمكن من الفوز بأربعة ألقاب إقليمية غير رسمية في رياضة الرغبي كما فاز لمرة واحدة ببطولة كأس الرغبي الملكية عام 1934، قبل أن يتمّ حلّ الفريق وإغلاق القسم الخاص برياضة الرغبي في نادي ريال مدريد عام 1948. وعلى الرغم من إغلاق ذلك القسم، فقد كانت هناك عدّة محاولات لإعادة تشكيل الفريق، كانت إحداها بالاتفاق مع فريق بوزويلو للمشاركة في أول دوري إسباني لرياضة الرغبي، ولكن جميع هذه المحاولات باءت بالفشل.

## التأسيس

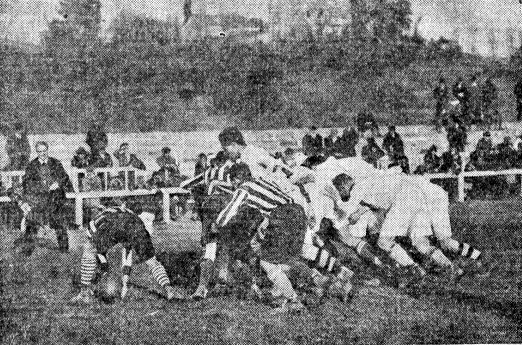
مباراة فريق ريال مدريد للرغبي الأولى أمام فريق أتليتكو مدريد عام 1925

تأسس القسم الخاص برياضة الرغبي في نادي ريال مدريد عام 1924 على يد بعض الأعضاء الشباب في النادي، وكان من بينهم لاعب كرة القدم السابق إيلوجيو أرانغورين. لعب الفريق أول مباراة له في 10 يناير (كانون الثاني) 1925 ضد فريق نادي أتلتيكو مدريد على ملعب ميتروبوليتانو في العاصمة الإسبانية مدريد، وتمكن فريق ريال مدريد للرغبي من الفوز بالمباراة بنتيجة 27-0. لعب فريق ريال مدريد للرغبي خلال سنواته الأولى عدة مباريات في مختلف المدن والبلدات الإسبانية، مثل تشامارتين، وإل استاديو، وإل كامبو دي لوس سويزوس، وكانيليخاس. توقف نشاط القسم الخاص برياضة الرغبي في نادي ريال مدريد عقب اندلاع الحرب الأهلية الإسبانية خلال الفترة ما بين عامي (1936-1939)، وعندما استأنف نشاطه كانت شعبية الفريق قد انخفضت كثيرا عن ذي قبل غلى أن توقف نشاط القسم نهائيا وتم حل الفريق في عام 1948. تجددت محاولات إعادة تشكيل الفريق، وإعادة القسم الخاص برياضة الرغبي إلى نادي ريال مدريد لأكثر من مرة، ففي عام 2008 كان نادي ريال المدريد على وشك التعاقد مع فريق بوزويلو للرغبي ليكون ممثلا للنادي في بطولة الدوري الأسباني الممتاز لرياضة الرغبي، غير أن استقالة رامون كالديرون من منصبه كرئيس لنادي ريال مدريد في ذلك الوقت بسبب شبهات تلاعب بميزانية النادي حالت دون إتمام التعاقد.

## البطولات والألقاب

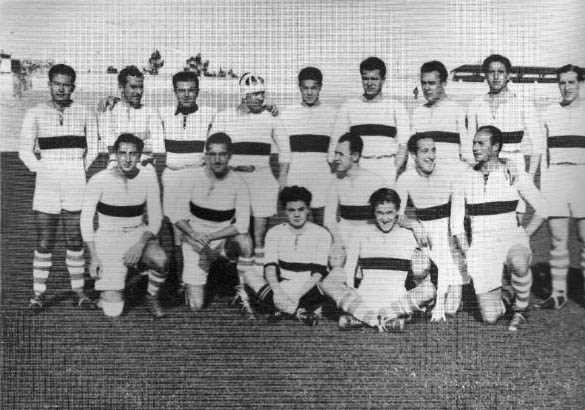
فريق ريال مدريد للرغبي خلال تتويجه بلقب بطولة كأس الرغبي الملكية عام 1934

حصل فريق ريال مدريد للرغبي على أول كأس له في 25 يناير (كانون الأول) 1925، بعدما تمكن من تحقيق الفوز على فريق أكاديمية المشاة بنتيجة 23-9 في المباراة التي أقيمت على ملعب تشامارتين في مدينة طليطلة. على المستوى الإقليمي، فقد فاز فريق ريال مدريد للرغبي بأربعة بطولات متتالية خلال السنوات الأولى من ثلاثينيات القرن العشرين، كان أولها في عام 1934 عندما تُوج بلقب بطولة كأس الرغبي الملكية بعدما تمكن من الفوز في المباراة النهائية على فريق جامعة فالنسيا للرغبي بنتيجة 14-6، وكان من أبرز لاعبي الفريق الذين لمعت أسماءهم خلال تلك المباراة لاعب الوسط كارلوس جارسيا سان ميغيل، ورامون ريسينيس.